# Minatitlán, Colima
Minatitlán là một đô thị thuộc bang Colima, México. Năm 2005, dân số của đô thị này là 7478 người.